# Italia en los Juegos Olímpicos de Berlín 1936
Italia estuvo representada en los Juegos Olímpicos de Berlín 1936 por un total de 243 deportistas que compitieron en 17 deportes.  
El portador de la bandera en la ceremonia de apertura fue el esgrimidor Giulio Gaudini.

## Medallistas
El equipo olímpico italiano obtuvo las siguientes medallas:
| Nombre | Deporte           | Competición              |
| --- | ----------------- | ------------------------ |
| Oro |                   |                          |
| Trebisonda Valla | Atletismo         | 80 m vallas F            |
| Ulderico Sergo | Boxeo             | Gallo (53,5 kg) M        |
| Giulio Gaudini | Esgrima           | Florete ind. M           |
| Franco Riccardi | Esgrima           | Espada ind. M            |
| Giulio Gaudini Gioacchino Guaragna Gustavo Marzi Giorgio Bocchino Manlio Di Rosa Ciro Verratti                                                     | Esgrima           | Florete por eqs. M       |
| Saverio Ragno Alfredo Pezzana Giancarlo Cornaggia-Medici Edoardo Mangiarotti Franco Riccardi Giancarlo Brusati                                     | Esgrima           | Espada por eqs. M        |
| Equipo | Fútbol            | Torneo M                 |
| Giovanni Reggio Bruno Bianchi Luigi De Manincor Domenico Mordini Luigi Poggi Enrico Poggi                                                          | Vela              | 8 Metre M                |
| Plata |                   |                          |
| Mario Lanzi | Atletismo         | 800 m M                  |
| Orazio Mariani Gianni Caldana Elio Ragni Tullio Gonnelli                                                                                           | Atletismo         | 4 × 100 m M              |
| Gavino Matta | Boxeo             | Mosca (50,8 kg) M        |
| Severino Rigoni Bianco Bianchi Mario Gentili Armando Latini                                                                                        | Ciclismo en pista | Persecución por eqs. M   |
| Saverio Ragno | Esgrima           | Espada ind. M            |
| Gustavo Marzi | Esgrima           | Sable ind. M             |
| Vincenzo Pinton Giulio Gaudini Aldo Masciotta Gustavo Marzi Aldo Montano Athos Tanzini                                                             | Esgrima           | Sable por eqs. M         |
| Almiro Bergamo Guido Santin Luciano Negrini | Remo              | Dos con timonel (M2+) M  |
| Guglielmo Del Bimbo Dino Barsotti Oreste Grossi Enzo Bartolini Mario Checcacci Dante Secchi Ottorino Quaglierini Enrico Garzelli Cesare Milani (t) | Remo              | Ocho con timonel (M8+) M |
| Bronce |                   |                          |
| Luigi Beccali | Atletismo         | 1500 m M                 |
| Giorgio Oberweger | Atletismo         | Disco M                  |
| Giorgio Bocchino | Esgrima           | Florete ind. M           |
| Giancarlo Cornaggia-Medici | Esgrima           | Espada ind. M            |
| Silvano Abba | Pentatlón moderno | Individual M             |